# Couvent des Calvairiennes de Saint-Cyr
Pour les articles homonymes, voir Couvent des Calvairiennes.

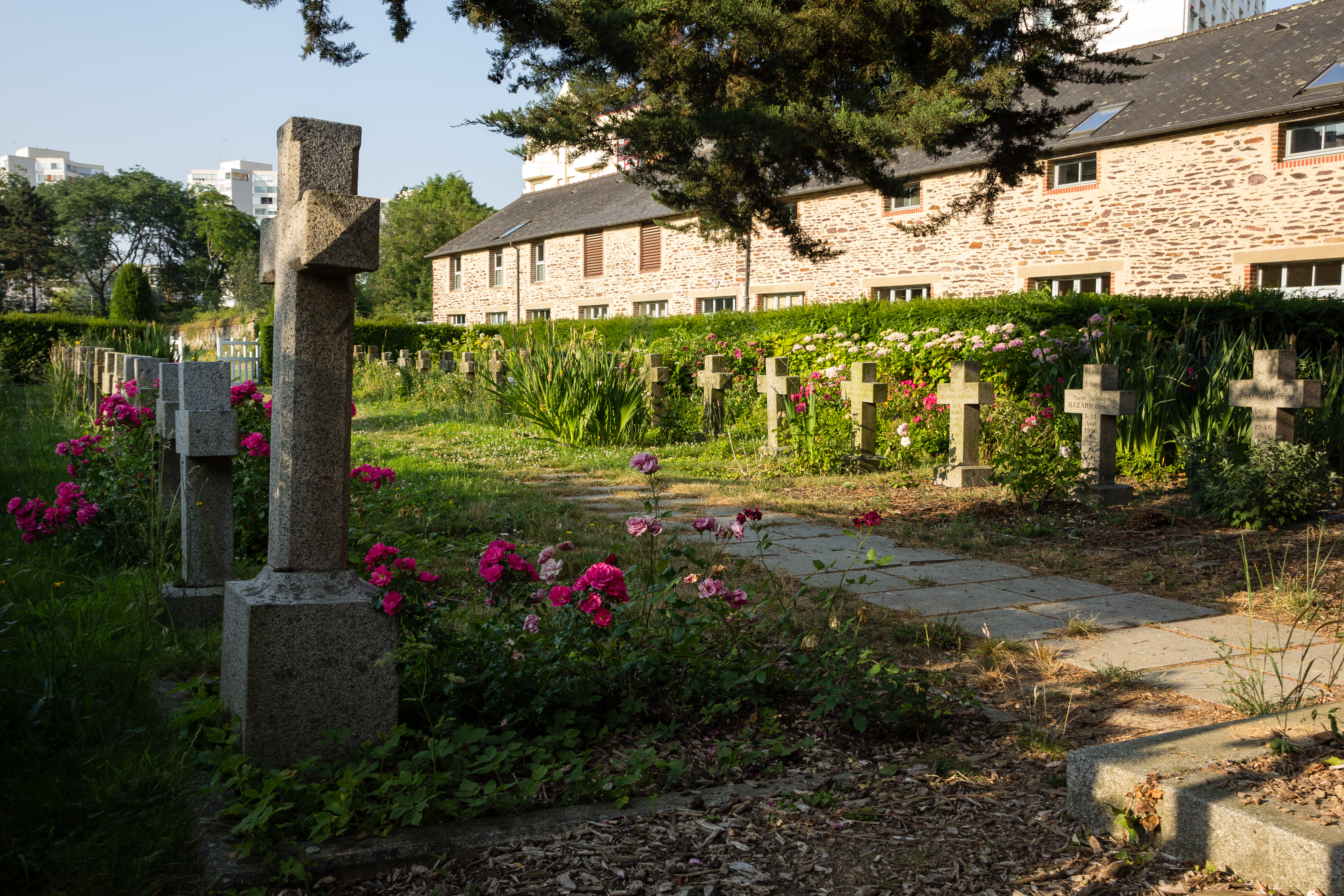
Cimetière du monastère

Le Couvent des Calvairiennes de Saint-Cyr est un ancien édifice religieux situé rue Papu à l’ouest du centre de Rennes, devenu maison de retraite[Quand ?][réf. nécessaire].

## Histoire
La construction du couvent  des Calvairiennes débute en 1633. Il occuperait l'emplacement d'un prieuré détruit par les Normands au XIe siècle.
L'établissement saisi à la Révolution, une caserne et une prison occupent alors les lieux jusqu'en 1808. Un asile pour filles de mauvaises mœurs s'y installe alors.
En 1821, des religieuses de l'ordre Notre-Dame de Charité s'y installent. Elles s'occupent alors de l'éducation des jeunes filles en difficulté. L'exploitation d'une buanderie construite en 1857 aide au financement du couvent.
Mère Marie de la Nativité Desmons fut supérieure de la maison jusqu'en 1907.
La bâtiment est agrandi en 1930 et 1932, par Novello. A la même époque, Coüasnon dessine une nouvelle buanderie, une cuisine et des bains-douches.
Le 29 mai 1943, lors d'un bombardement allié, la chapelle du couvent est détruite et trois religieuses trouvent la mort.
Les deux corps de bâtiment du XVIIe siècle sont inscrits aux monuments historiques depuis 1986,.
En 1986, les bâtiments qui abritaient déjà une maison de retraite sont rachetés par la mairie de Rennes pour créer une maison de retraite et des studios. Aujourd'hui, le bâtiment sert de maison de retraite et de logement pour étudiants.